# Che – Guerrilla

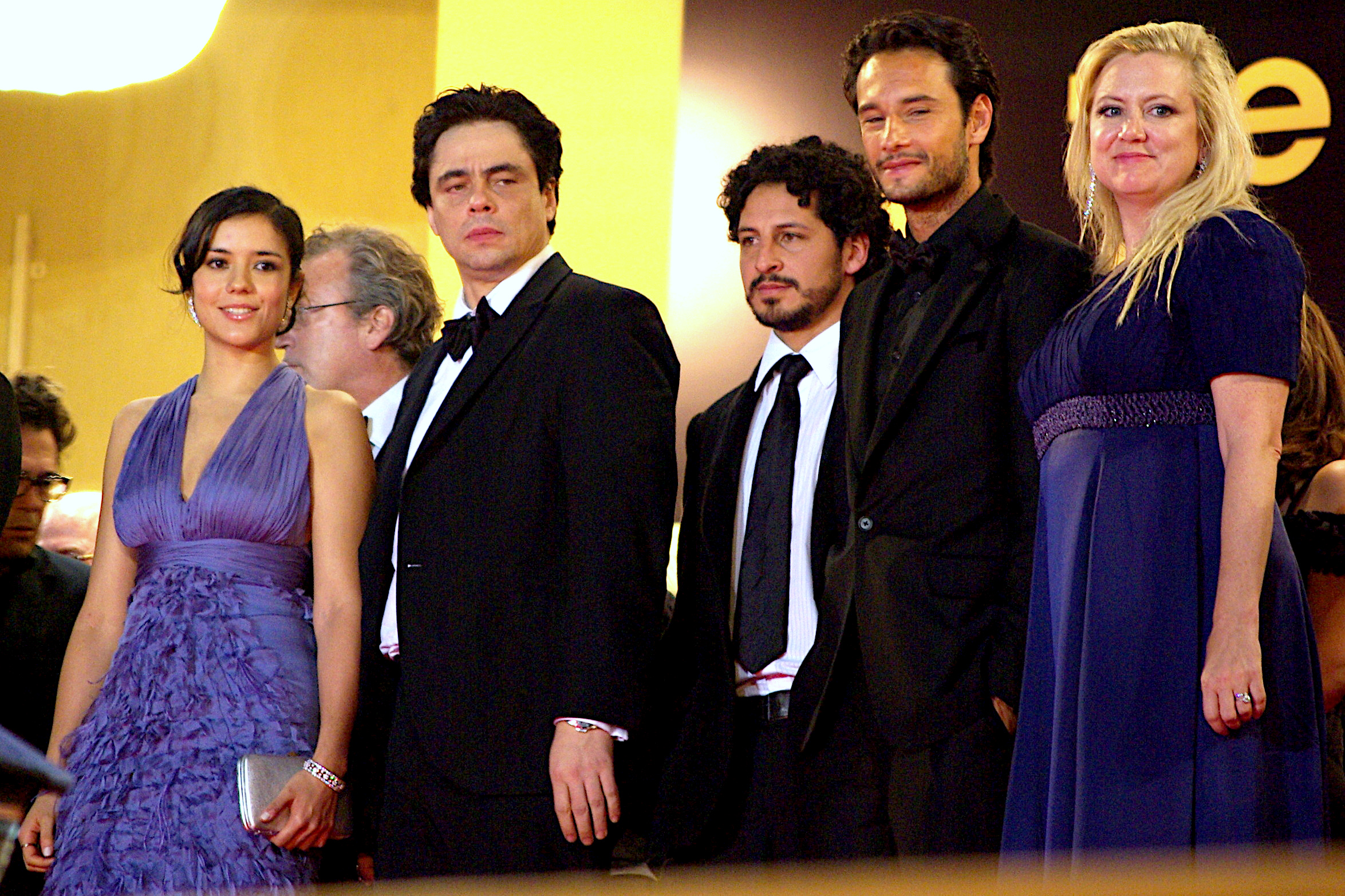
Die Schauspieler des in Cannes 2008 vorgestellten Films. Von links nach rechts: Catalina Sandino Moreno, Jon Lee Anderson, Benicio del Toro, Cristian Mercado, Rodrigo Santoro, Laura Bickford (Produzentin)

Che – Guerrilla (Che – Part Two: Guerrilla) ist eine US-amerikanisch-französisch-spanische Filmbiografie aus dem Jahr 2008. Regie führte Steven Soderbergh, der gemeinsam mit Peter Buchman und Ben Van Der Veen auch das Drehbuch schrieb. Der Film ist die Fortsetzung des Films Che – Revolución, der ebenfalls 2008 veröffentlicht wurde.

## Handlung
In den ersten Bildern ist im Anschnitt ein Fernseher zu sehen, auf dem Fidel Castro am 3. Oktober 1965 den letzten Brief des Che Guevara verliest. Es folgen Abschiedsszenen, der Weg nach Bolivien bis zum künftigen Lager wird nachgezeichnet. Weitere Kämpfer aus Kuba, Bolivien und anderen Ländern Lateinamerikas stoßen dazu, der „Alltag“ der Guerilla beginnt. Tamara „Tania“ Bunke knüpft in La Paz Kontakte, und in Havanna besprechen Fidel und der französische Journalist Régis Debray Hilfsmaßnahmen. Andeutungsweise wird dabei erwähnt, dass Che offenbar einen anderen als den vorher ins Auge gefassten Operationsraum ausgewählt hat.
Ausführlich wird die Auseinandersetzung zwischen Mario Monje, dem damaligen Generalsekretär der KP Boliviens, und Che geschildert. Monje weigert sich, den bewaffneten Kampf zu unterstützen und erklärt den anwesenden Bolivianern schroff, dass die Partei nicht mehr hinter ihnen stehe. Che hofft jetzt auf die Gruppe um Moisés Guevara, die eine andere Haltung zur Guerilla einnimmt als die Parteiführung, sowie auf Bauern aus der Region, die sich ihm anschließen. Bevor Tania mit Monje das Lager verlässt, schärft Che ihr ein, dass sie die einzige Verbindung ins Ausland und ihre verdeckte Tätigkeit deshalb unverzichtbar sei. Die Kette der einsam und schwer durch den lichten, graugrünen Wald des ostbolivianischen Hochlandes marschierenden Guerilleros ist unterlegt mit einer Art programmatischer Rede des Che, in der er auch über die kommenden Schwierigkeiten spricht und seinen Mitkämpfern eine letzte Möglichkeit des Rückzugs offenlässt. Erste Begegnungen mit den Leuten in der Gegend zeigen die gegenseitige Fremdheit, die nicht überwunden werden wird, auch wenn die Uniformierten medizinische Hilfe leisten und für die Waren, die sie benötigen, bezahlen. Die Hoffnung, dass die Bauern sich der Guerilla anschließen, erfüllt sich nicht. Disziplinlosigkeiten treten auf. Durch die Flucht zweier junger Bolivianer erfährt die Armee von der Existenz der Gruppe. Auch Tania, die sich mit Debray und dem Argentinier Ciro Bustos entgegen Ches Anweisungen im Lager aufhält, ist damit enttarnt. Es gibt erste Feuergefechte.
In La Paz willigt Präsident René Barrientos Ortuño ein, dass US-Amerikaner bolivianische Ranger trainieren, die die Jagd auf Che übernehmen sollen. Die Guerilla verliert den Funkkontakt zur Außenwelt, und während Tania ihr Fieber behandeln lassen muss sowie Debray und Bustos das Lager verlassen, beginnen Rangereinheiten, die Gruppe einzukreisen. Debray, Bustos und ein weiterer Journalist, der im Lager gewesen war, werden in Muyupampa verhaftet, Luftangriffe machen endgültig klar, dass die Armee die Gruppe aufgespürt hat. Mit der Nachricht, dass die Bergarbeiter der Mine „Siglo XX“ streiken, keimt noch einmal Hoffnung auf. Aber der Streik wird niedergeschlagen. Unterdessen irrt die Nachhut, zu der nach ihrer Krankheit auch Tania gehört, auf der Suche nach dem Haupttrupp durch den Wald, wird von einem Bauern verraten und schließlich am 31. August 1967 bei der Überquerung des Río Grande aufgerieben.
Der Ring der Armee schließt sich. Bei einem Feuergefecht in der Nähe des Dorfes La Higuera in der Provinz Vallegrande im Departamento Santa Cruz wird Che Guevara am Bein verwundet und gefangen genommen. Er wird in die Schule des Ortes gebracht, dort gefesselt und am Morgen des 9. Oktober 1967 von einem bolivianischen Freiwilligen erschossen. Die Kamera folgt seiner ersterbenden Wahrnehmung und zeigt dann den abfliegenden Hubschrauber mit seiner Leiche an Bord.
Während der erste Film mit dem Lied Fusil contra fusil des Kubaners Silvio Rodríguez ausklingt, singt hier die Argentinierin Mercedes Sosa über den letzten Bildern die Zamba Balderrama.

## Hintergrund
Der Film wurde in Huelva und Los Navalucillos bei Toledo in Spanien sowie in La Paz in Bolivien gedreht. Seine Produktionskosten betrugen schätzungsweise 40 Millionen US-Dollar. Die Dreharbeiten erfolgten im Juli 2007.
Die Weltpremiere fand am 21. Mai 2008 auf den Internationalen Filmfestspielen von Cannes 2008 statt, an denen der Film als Wettbewerbsbeitrag teilnahm. Auf den Festspielen wurde der Film gemeinsam mit dem ersten Teil Che – Revolución aufgeführt, der Ernesto „Che“ Guevara innerhalb der Kubanischen Revolution zeigt. Beide Filme wurden gemeinsam als über vierstündiger Film unter dem Titel Che vorgeführt.
Es folgten diverse Vorführungen bei internationalen Filmfestivals, darunter am 7. Dezember 2008 bei den Internationalen Festival des Neuen Lateinamerikanischen Films in Havanna und 1. Mai 2009 bei der Viennale. In Spanien war der Film ab dem 27. September 2009 zu sehen. In Argentinien, dem Geburtsland Che Guevaras, lief der Film am 18. Juni 2009 an. Die eingeschränkte Filmvorführung in den USA begann am 12. Dezember 2008, ab dem 24. Januar 2009 war er uneingeschränkt in den US-amerikanischen Kinos zu sehen. Am 23. Juli 2009 erfolgte der Kinostart in Deutschland und in Österreich einen Tag später.
Benicio del Toro war zwar erste Wahl für die Hauptrolle des Films, doch es wurde in Erwägung gezogen, die Hauptrolle an Val Kilmer zu vergeben, für den Fall, dass Benicio del Toro nicht für die Dreharbeiten zur Verfügung stehen würde. Er wählte Ryan Gosling aus, Benigno „Beni“ Ramírez zu spielen. Gosling traf sich zur Vorbereitung auf seine Rolle mit der historischen Person Ramírez und lernte etwas Spanisch. Aufgrund von Verzögerungen während der Vorproduktion, musste Gosling das Filmprojekt verlassen, woraufhin seine Rolle an Armando Riesco vergeben wurde. Lou Diamond Phillips lernte für seine Rolle am Filmset Spanisch, um seine Dialoge vor der Kameria auf Spanisch führen zu können.
Matt Damon ist in einem Cameo-Auftritt zu sehen, in dem er mit einer weißen Flagge auftritt und eine kurze Verhandlung führt.
Che – Guerrilla war – zusammen mit Che – Revolución – der erste abendfüllende Film, der mit der Red One Camera gedreht wurde.

## Synchronisation
Die deutsche Synchronbearbeitung entstand – wie bereits Che – Revolución – bei Christa Kistner Synchronproduktion in Potsdam. Das Dialogbuch verfasste erneut Erik Paulsen, der zugleich die Synchronregie führte.
| Darsteller           | Deutscher Sprecher | Rolle                             |
| -------------------- | ------------------ | --------------------------------- |
| Benicio Del Toro     | Wolfgang Wagner    | Ernesto „Che“ Guevara de la Serna |
| Matt Damon           | Simon Jäger        | Fr. Schwartz                      |
| Mark Umbers          | Peter Flechtner    | George Roth                       |
| Lou Diamond Phillips | Bernd Vollbrecht   | Mario Monje                       |

## Filmmusik
Am 22. November 2008 veröffentlichte Varese Sarabande den Soundtrack zum Film Che – Revolución sowie dessen Fortsetzung Che – Guerrilla, der 21 Musiktitel enthält.

## Kritik
Jeffrey Wells lobte in der Huffington Post vom 29. April 2008 die Drehbücher beider Filme über Che Guevara, Che – Revolución und Che – Guerrilla, als „verdammt gut“. Sie würden den Revolutionär als „Lawrence von Lateinamerika“ darstellen. Der Charakter Guevaras sei in Revolución komplexer während er in Guerilla streng und dogmatisch wirke.
Wolfgang Höbel schrieb in der Zeitschrift Der Spiegel vom 22. Mai 2008, beide Filme über Che Guevara seien „aufdringlich undramatisch“. Der Regisseur lasse die menschliche Seite des Revolutionärs aus. Der zweite der beiden Filme sei „nur noch streng exerziertes Konzeptkino“; die Hinrichtung Guevaras wirke wie eine „asketische Totenmesse“.

## Auszeichnungen
Der Film nahm an den Internationalen Filmfestspielen von Cannes 2008 teil, wo Regisseur Steven Soderbergh erfolglos um die Goldene Palme konkurrierte. Für seine Leistung als Che Guevara erhielt Hauptdarsteller Benicio del Toro in Cannes den Darstellerpreis. Bei den Online Film Critics Society Awards erhielt Benicio del Toro 2009 eine Nominierung als bester Hauptdarsteller und Steven Soderbergh wurde für die beste Filmproduktion nominiert. Im Jahr 2010 wurde Cristina Zumárraga für einen Goya Award in der Kategorie Best Production Supervision nominiert.